# Daddala fuscimaculata
Daddala fuscimaculata là một loài bướm đêm trong họ Erebidae.